# Kalafina
Kalafina (カラフィナ Karafina?) fue una banda japonesa formada por la compositora Yuki Kajiura a finales de 2007, principalmente para interpretar los temas de las películas de Kara no Kyoukai (TYPE MOON). La banda debutó en enero del 2008 con dos voces miembros de FictionJunction, Wakana Ōtaki y Keiko Kubota (quienes no serían confirmadas oficialmente hasta el primer concierto de Dream Port 2008, el 29 de abril). Un mes después las vocalistas Maya Toyoshima y Hikaru Masai, quienes habían sido escogidas en una audición entre 30.000 participantes patrocinada por Sony Music Japan y Yuki Kajiura, fueron reveladas como últimos dos miembros de Kalafina, aunque en la actualidad, las cantantes principales son Wakana, Keiko y Hikaru.

## Biografía
Wakana y Keiko ya se conocían antes de trabajar con Yuki Kajiura, ambas acabaron haciendo un contrato con la compositora para entrar a formar parte del proyecto FictionJunction. Pero para completar el grupo Sony Music, junto a Yuki Kajiura, organizó un casting para seleccionar a dos vocalistas más. Maya y Hikaru fueron escogidas de entre casi 30.000 personas.
Sus voces han sido utilizadas en las películas Kara no Kyoukai en los créditos finales y la música de fondo. Además dos de las cuatro vocalistas han participado en un evento organizado por Revo de Sound Horizon y Yuki Kajiura llamado Dream Port 2008. Los dos primeros años estuvieron haciendo de teloneras en los conciertos de Yuki Kajiura. Desde el año 2009 han estado haciendo varios tipos de conciertos, tanto intervenciones en eventos musicales junto a otros artistas como los suyos propios. En febrero de 2010 dio comienzo un primer tour que consta de tres conciertos y que llevó al grupo por diferentes lugares de Asia.
Maya tuvo que abandonar el grupo debido a sus responsabilidades académicas, pues debía ir a la universidad y tenía que estudiar. En mayo de 2009 Sony Music informó de que la chica estaba oficialmente fuera del grupo y que su participación en Kalafina solo fue eventual para el segundo sencillo, concretamente para la canción sprinter.
En 2018, saltaron rumores de que Yuki Kajiura abandonaría Spacecraft y no fue hasta febrero del mismo año en el que se hizo oficial. La misma compositora dijo apoyar a todas las artistas de la agencia, pero no dijo nada sobre el futuro de Kalafina. El 13 de marzo de 2018 el club de fanes anunció que una de las integrantes abandonaría el grupo, y no fue hasta el 13 de abril del mismo año que se anuncia en la web oficial y LINE que es Keiko quien abandona oficialmente el grupo, así como de la agencia. Aunque no por mucho tiempo porque meses después, en noviembre, Hikaru anunciaría que abandonaba también el, ahora, dúo para centrarse en su propia carrera musical. La productora Spacecraft comunicaba en marzo de 2019 el fin del proyecto Kalafina oficialmente.

## Discografía

### Álbumes de estudio
- Seventh Heaven - 4 de marzo de 2009
- Red Moon - 17 de marzo de 2010
- After Eden - 21 de septiembre de 2011
- Consolation - 20 de marzo de 2013
- far on the water  - 16 de septiembre de 2015
- Winter Acoustic “Kalafina with Strings” - 16 de noviembre de 2016

### Sencillos
- oblivious - 23 de enero de 2008
- sprinter/ARIA - 30 de julio de 2008
- fairytale - 24 de diciembre de 2008
- Lacrimosa - 4 de marzo de 2009
- storia - 1 de julio de 2009
- progressive - 28 de octubre de 2009
- Hikari no Senritsu (光の旋律?) - 20 de enero de 2010
- Kagayaku Sora no Shijima ni wa (輝く空の静寂には?) - 15 de septiembre de 2010
- Magia - 16 de febrero de 2011
- to the beginning - 18 de abril de 2012
- moonfesta - 18 de julio de 2012
- Hikari Furu (ひかりふる?) - 24 de octubre de 2012
- Alleluia (アレルヤ?) - 2 de octubre de 2013
- Kimi no Gin no Niwa (君の銀の庭?) - 6 de noviembre de 2013
- heavenly blue - 6 de agosto de 2014
- believe - 19 de noviembre de 2014
- ring your bell - 13 de mayo de 2015
- One Light - 12 de octubre de 2015
- blaze - 10 de agosto de 2016
- into the world / Märchen - 5 de abril de 2017
- Hyakka Ryouran - 9 de agosto de 2017

### Miniálbumes
- Re/oblivious - 23 de abril de 2008

### Recopilaciones
- THE BEST "Red" - 16 de julio de 2014
- THE BEST "Blue" - 16 de julio de 2014
- Kalafina All Time Best 2008-2018 - 24 de octubre de 2018

### DVD & Blu-ray
- Kalafina LIVE 2010 "Red Moon" at JCB HALL - 1 de diciembre de 2010
- "After Eden" Special LIVE 2011 at TOKYO DOME CITY HALL - 21 de marzo de 2012
- Kalafina Live Tour 2013 “Consolation” Special Final - 11 de diciembre de 2013
- Kalafina LIVE THE BEST 2015 “Red Day” at Nihon Budokan - 15 de julio de 2015
- Kalafina LIVE THE BEST 2015 “Blue Day” at NihonBudokan - 15 de julio de 2015
- Kalafina LIVE TOUR 2015~2016 “far on the water” Special FINAL at Tokyo International Forum Hall A  - 22 de junio de 2016
- Kalafina Arena LIVE 2016 at Nippon Budokan - 18 de enero de 2017

### Otros
- Rekishi Hiwa Historia Original Soundtrack 2 (storia, symphonia　TV ver.) - 13 de abril de 2011
- Kalafina 5th Anniversary LIVE SELECTION 2009-2012 - 23 de enero de 2013
- Rekishi Hiwa Historia Original Soundtrack 3 (storia, Yume no Daichi (夢の大地?)) - 19 de febrero de 2014
- Kalafina 8th Anniversary Special products – The Live Album "Kalafina LIVE TOUR 2014" - 20 de enero de 2016
- Alcira no Hoshi (アルシラの星?) - 16 de marzo de 2016 (Sencillo en colaboración con Shinji Tanimura)
- Winter Acoustic "Kalafina with Strings" - 16 de noviembre de 2016

## Conciertos/Eventos
- (ANIMAX MUSIX 2011)Canciones Kalafina x Shoko Nakagawa (Sorairo Days)
- (TYPE-MOON_Fes. 2012) Canciones "Sprinter, snow falling, seventh heaven , fairytale-
- (ANIMAX MUSIX 2012) Canciones Magia , Kagayaku Sora no Shijima Ni Wa.
- (Animelo 2014)Canciones Heavenly Blue , to the beginning , Kimi no Gin no Niwa .
- ( ANIMAX MUSIX 2014)Canciones (Heavenly Blue) ( Believe) ESPECIAL KALAFINA X KOTOKO Light My Fire .
- ( CDJ 1415 2014)Canciones (Hikari Furu) , (Believe )
- (Music Fair 2015) Canciones Tanimura Shinji & Kalafina & Ayaka Hirahara (Harebare) , Tanimura Shinji & Kalafina (Fuyu no inazuma) Especial Ring Your Bell Y ( STORIA ) .
- (Full Chorus 2015) Full(Ring Your Bell)
- (UTAGE! 2015 ) Kalafina x Kawabata Kaname (Gokkou)
- ( LISANI! LIVE-5 2015) Canciones (Heavenly Blue) ( Believe), Mirai.

## Honores
- Asteroide (40775) Kalafina, descubierto en 1999.[1]